# Upper Sioux Agency
Koordinaten: 44° 44′ 5″ N, 95° 27′ 24″ W
Die Upper Sioux Agency, auch Yellow Medicine Agency ist ein ehemaliges Indianerreservat am Fluss Minnesota südlich von Granite Falls im US-Bundesstaat Minnesota. Das Reservat entstand 1851 nach der Unterzeichnung des Treaty of Traverse des Sioux. Mit diesem Vertrag gaben die Dakota einen Großteil ihres Gebietes in Iowa und Minnesota auf und verkauften das Land an die Vereinigten Staaten von Amerika für 1.665.000 Dollar. Die Dakota reservierten nur 2 Gebiete für sich, die Upper Sioux Agency und die Lower Sioux Agency. Ursprünglich betrug die Fläche der Reservation 30 auf 110 km. Nachdem der Vertrag mehrmals gebrochen worden war und versprochene Zahlungen ausgeblieben waren, kam es 1862 zum Sioux-Aufstand. Nach dem Scheitern des Aufstandes wurde der Vertrag von den Vereinigten Staaten einseitig gekündigt. Das Reservat wurde massiv verkleinert, die überlebenden Bewohner nach South Dakota und Nebraska deportiert. Seit 1963 befindet sich ein Park auf dem Gelände der ehemaligen Agentur, der Upper Sioux Agency State Park, der an die Indianeragentur und an das Reservat erinnern soll. 1938 gab die Regierung der Vereinigten Staaten Grundstücke an die indigene Bevölkerung zurück. Es entstand die Upper Sioux Indian Community Dakota Pezihutazizi Oyate.